# كأس ألبانيا 1980–81
كأس ألبانيا 1980–81 (بالألبانية: Kupa e Republikës 1980-81‏) هو موسم من كأس ألبانيا. أشرف على تنظيمه اتحاد ألبانيا لكرة القدم، وفاز فيه نادي فلازنيا شكودر.